# Persons Unknown
Persons Unknown (pt: Desconhecidos) é uma série de TV norte-americana de drama que gira em torno de estranhos que estão presos dentro de uma cidade deserta. A série foi transmitida pela NBC, estreou dia 7 de junho de 2010, terminou no dia 28 de agosto de 2010 e é composta por 13 episódios.

## Sinopse
Um grupo de estranhos diversos se encontram presos em uma cidade deserta, sem ideia de como chegaram lá. As câmeras de segurança estão assistindo todos os seus movimentos, derrotando as tentativas de fuga. Confrontado com desafios físicos, emocionais e psicológicos, os reféns devem confiar uns nos outros para sobreviver. Enquanto isso, um repórter investigativo começou a olhar para o desaparecimento das pessoas, apesar de intimidação por aqueles aparentemente saber.

## Resumo
Sete estranhos, Janet Cooper (Daisy Betts), Joe Tucker (Jason Wiles), Moira Doherty (Tina Holmes), Graham McNair (Chadwick Boseman), Tori Fairchild (Kate Johnson Lang), Bill Blackham (Sean O'Bryan) e Charlie Morse (Alan Ruck) acordam em um hotel, com pouco ou nenhum conhecimento de como eles chegaram lá ou onde eles estão. O hotel e a pequena cidade estão cheios de câmeras e microfones. Ao longo das semanas seguintes, eles são submetidos a estresse psicológico e físico significativo. Joe finalmente revela ser um membro do "programa".
No final do show, apesar da realização de uma fuga em massa após fingir a morte de todos na cidade, exceto Joe, todos os participantes são recapturados, e acordam em um hotel idêntico ao anterior, construído no casco de um navio-tanque, onde o original gerente da noite convida-os ao "Nível 2". Joe e Mark Cooper acordam em um outro hotel, em que Tori Fairchild aparece como a gerente do hotel. Kat Damatto e o Embaixador Fairchild são vistos pela última vez em gaiolas em um local não revelado.

## Elenco

### Abduzidos
- Janet Cooper (interpretado por Daisy Betts), é proprietária de uma creche de São Francisco. Ela é uma mãe solteira de uma menina de cinco anos de idade, Megan Cooper. Segundo a mãe de Janet, que agora cuida de Megan, ela era casada, porém a razão de o marido ter desaparecido é desconhecida. Janet afirmou que sua mãe era abusiva, e elas têm uma relação distante, como resultado. Ela mostrou muito stress na situação. Junto com Joe Tucker, ela mostrou a determinação mais evidente de escapar. Janet contratou alguém para encontrar seu marido. Acontece que o marido é Mark Renbe. Ela começa a mostrar os sentimentos afetuosos com Joe Tucker.

- Joe Tucker (interpretado por Jason Wiles), Joe Tucker, de acordo com NBC.com, é o líder oficial do grupo e é forte e direto. Ele também sabe sinais manuais militares. Ele alude que ele não mantém nenhum amigo, familiar ou uma namorada em sua vida. Embora ele prefira manter sua vida pessoal para si mesmo, e nunca revela qual é sua profissão, no Episódio 1, ele admite a Janet que ele estava em Nova York, quando ele foi seqüestrado. No episódio 4, é revelado que ele faz parte da organização do grupo de sequestradores. Ele começa a se preocupar com Janet Cooper e no final do episódio 5, ele sabota uma experiência com um "possível resultado infeliz" para Janet e Erika.

- Moira Doherty (interpretado por Tina Holmes), é um conselheira de crise que mais tarde confidencia a Tori que era uma doente mental no Hospital St. Mary's, em Sandusky, Ohio. Isso pode explicar porque ela tem um vasto conhecimento de medicamentos. Enquanto ela é um pouco introvertida e excessivamente confiante, ela prova que ela se preocupa com o bem-estar das pessoas ao seu redor. Ela parece ser a mais passiva do grupo. Ela havia desenvolvido uma amizade primeiro com Tori Fairchild, mas o relacionamento logo tornou-se tensa. Moira então torna-se amiga de sargento McNair.  No episódio 5, ela começa a desconfiar de Joe Tucker ao vê-lo entrar no elevador, digitar um código e o elevador não sair do lugar.

- Sargento Graham McNair (interpretado por Chadwick Boseman), é um equilibrado exemplar marinho. Também foi revelado que ele é um devoto muçulmano, admitindo no episódio 3, que se tornou devoto, enquanto trabalhava em uma instalação governamental que abrigava supostos terroristas. No episódio 3 parece ter mostrado um interesse particular em Moira Doherty, que parecia continuar a crescer no episódio 4.

- Tori Fairchild (interpretado por Kate Lang Johnson), é a filha do embaixador americano da Itália e ex-chefe da CIA. O site da NBC descreveu-a como "privilegiada, pragmática e manipuladora". Ela acordou no hotel sem ter conhecimento de onde estava, porque ela achava que bebeu muito. Ela acredita que o pai é responsável por seu sequestro. Ela finalmente revela que seu pai explorava sexualmente dela para adquirir vantagens. Ainda pensando que seu pai tinha algo a ver com o sequestro, no episódio 4 faz insinuações sexuais para o gerente noturno , em seguida, olha paraa a câmera para contar ao pai que aprendeu lição e quer ir para casa. Seu desejo parece ser concedido no final do episódio, um táxi chega e leva ela para fora da cidade. Parece também que no episódio 5, ela é substituída por Erika Taylor.  No episódio 5, o cadáver de Tori é encontrado em uma fonte em Roma, e seu pai identifica o corpo no necrotério. Nó ultimo episodio ela se torna gerente do hotel e se torna claro que ela nunca esteve morta.

- Charlie Morse (interpretado por Alan Ruck), é o diretor executivo muito bem sucedido de uma empresa de investimentos. Ele é casado, e no episódio 1 afirma que sua esposa é mentalmente e emocionalmente instável, se não fisicamente, dependente dele. De acordo com a NBC.com, ele é "um lutador feroz, que não aceita ser intimidado ou ameaçado." No episódio 3, foi revelado em uma televisão que ele matou sua mulher gravemente doente (que pode ter sido falsificado como o video da morte de Tori); Bill Blackham tenta explorar esse conhecimento para seu próprio ganho.  Após provocação contínua sobre Bill Blackham quase o mata por asfixia. Logo depois, ele ameaça para ele ficar quieto sobre o conhecimento do assassinato de sua esposa.

- Bill Blackham (interpretado por Sean O'Bryan), de acordo com NBC.com, é um oportunista, cuja primeira prioridade é ele mesmo. Blackham descreve a si mesmo no episódio 1 como um vendedor de carros usados, e declarou que a última coisa que ele lembra antes de encontrar-se no hotel é que estava com a polícia em uma batida de trânsito. Ele se mostra muito desconfiado das pessoas ao seu redor. Ele diz aos outros que ele acha que eles devem bater no gerente noturno, mostrando que ele é violento e está predisposto a fazer avanços sexuais não para as mulheres como fez a Tori Fairchild, que o venceu em uma briga física na episódio 3. Ele também admitiu no episódio 3, que ele não é um vendedor de carros e descobriu que Charlie tinha sufocado a mulher e usou este conhecimento para subestimar Charlie e chantageá-lo para ajudá-lo a criar um negócio. Ele parou depois de Charlie parcialmente sufocá-lo.

- Erika Taylor (interpretado por Kandyse McClure), de acordo com NBC.com, vê todos como seu inimigo, mesmo que seus companheiros também tenham sido abduzidos. Ela aparece pela primeira vez no episódio 5. Ela é encontrada por outros reféns após a saída de Tori Fairchild. Erika tem um filho de onze anos de idade, chamado Anton e revela que antes de chegar, ela foi executada na prisão em que estava confinada. Ela está sempre alerta e tem inteligência adquirida em experiências passadas. Ela tem uma tatuagem escrita o nome dela e outra de uma teia de aranha.

### Não-abduzidos
- Mark Renbe (interpretado por Gerald Kyd), é um jornalista experiente em São Francisco, que está sempre à procura de escândalos. Ele investiga o desaparecimento estranho de Janet Cooper, apesar de seu patrão acreditar que não há uma história aí. Ele recebe um envelope contendo informações sobre o rapto de Janet Cooper, porém um homem o força a lhe dar o envelope. No episódio 3, é revelado que ele é o ex-marido de Janet Cooper, pai de sua filha. No episódio 5, Kat Damatto o demitiu de seu emprego.

- 'Kat Damatto (interpretado por Lola Glaudini), é uma editora, inteligente e sexy intransigente em um tablóide em São Francisco. Ela é chefe e amante de Mark Renbe. Ela se irrita quando descobre que Mark Renbe é, na verdade ex-marido de Janet e pai e Meghan. Ela o tira da revista de fofocas, mas o deixa com uma pequena informação. Ela lhe dá as informações de que Janet Cooper e Tori Fairchild sumiram no mesmo dia.

- O gerente noturno (interpretado por Andy Greenfield), é o único empregado do hotel em que os abduzidos acordaram, ele é uma pessoa modesta, que aparece pela primeira vez na primeira noite na cidade. A sua segurança física parecia ser favorecido pelos sequestradores.

- Sam Edick (interpretado por Michael Harney), é introduzido no início do primeiro episódio como o detetive particular de Janet Cooper contratado para encontrar seu marido desaparecido. Ele é impiedoso e sem ética. Ao longo dos episódios seguintes, os espectadores descobrem que Edick tinha outros clientes, que incluem a mãe de Cooper, que têm interesses conflitantes na matéria.

- Tom (interpretado por Reggie Lee), é apresentado no primeiro episódio como o garçom (ou líder) da equipe do restaurante chinês da cidade, ele parece ser capaz de falar Inglês, ele não atrai a mesma intensidade de atenção e desconfiança dos abduzidos que o gerente noturno. No entanto, no episódio 4 são mostrados os telespectadores que ele é muito envolvido em seu sequestro.  Ele é confrontado por Joe quando tenta matar Janet e Erika, aprisionando-as em um cofre para sufocá-las. Joe ataca e destrói o teclado que ele usa para controlar tudo.

## Episódios
| Temporada | Temporada | Episódios | Estreou nos EUA     | Estreou nos EUA      | Lançamento em DVD      |
| Temporada | Temporada | Episódios | Season premiere     | Season finale        | Lançamento em DVD      |
| --------- | --------- | --------- | ------------------- | -------------------- | ---------------------- |
|           | 1         | 13        | 07 de junho de 2010 | 28 de agosto de 2010 | 07 de setembro de 2010 |

### 1ª temporada: 2010
| # | Título                   | Dirigido por    | Escrito por           | Espectadores E.U.A. (em milhões) | Data original de estreia       |
| --- | ------------------------ | --------------- | --------------------- | -------------------------------- | ------------------------------ |
| 1 | "Pilot"                  | Michael Rymer   | Christopher McQuarrie | 4.29                             | 07 de junho de 2010            |
| Um grupo de sete estranhos diversos se encontram presos em uma cidade deserta, sem ideia de como chegaram lá. Eles estão sendo vigiados por câmeras de segurança e têm a sua primeira tentativa de fuga bloqueada. Quando o grupo foi jantar no restaurante chinês, um dos residentes encontra uma mensagem em um biscoito da sorte. Enquanto isso, em São Francisco (Califórnia), Renbe, um repórter, busca por pistas sobre uma das mulheres desaparecidas. |                          |                 |                       |                                  |                                |
| 2 | "The Edge"               | Bill Eagles     | Remi Aubuchon         | 3.45                             | 14 de junho de 2010            |
| Moira remove os implantes que os impede de fugir, porém eles encontram uma barreira para mantê-los na cidade. Os abduzidos se dividem para investigar a cidade, procurando algo para ajudá-los a escapar. Blackham e Morse e unem-se para executar seu próprio plano para fugir da cidade. Enquanto isso a investigação de Renbe bate em um beco sem saída. |                          |                 |                       |                                  |                                |
| 3 | "The Way Through"        | Bill Eagles     | Sandy Isaac           | 3.43                             | 21 de junho de 2010            |
| Depois de passar uma semana tentando cavar um túnel para escapar da cidade, os abduzidos são bloqueados por uma barreira de metal que libera um gás venenoso. Um helicóptero paira em cima da cidade e deixa cair uma caixa, em que se encontram três máscaras de gás para os sete deles de usar. Vários abduzidos são submetidos a uma guerra psicológica, que inclui Blackham receber informações sobre o relacionamento de Morse com sua esposa. Renbe retoma sua investigação sobre o desaparecimento de Janet, entrando em conflito direto com o investigador privado Edicks. |                          |                 |                       |                                  |                                |
| 4 | "Exit One"               | Leon Ichaso     | Michael R. Perry      | 2.90                             | 28 de junho de 2010            |
| O grupo de abduzidos são surpreendidos quando o gerente da noite do hotel informa de que alguém irá fechar a conta. Um táxi chega mais tarde naquele dia, com instruções para pegar Janet e um cliente de sua escolha; Janet escolhe Joe. Tori, se convenceu que seu pai é responsável por sua presença na cidade, e fica devastada porque o táxi não foi enviado para ela e tenta encontrar uma saída (o que inclui seduzir o gerente noturno). O táxi tem fura o pneu na estrada, e então é destruído por um caminhão, no entanto, Joe e Janet não estão no táxi quando ele é destruído. Eles começam a andar em toda a paisagem deserta, tendo abrigo em uma cabana quando a noite cai (que tem alguns ocupantes desagradáveis). Eles deixam a cabana, continuam vagando, e acabam de volta na cidade. Após seu retorno, um outro táxi chega para Tori. |                          |                 |                       |                                  |                                |
| 5 | "Incoming"               | Jonathan Frakes | Linda McGibney        | 2.96                             | 07 de julho de 2010            |
| Uma nova visitante misteriosa chega. Após descobrirem que Tori está desaparecida, o grupo tenta procurá-la e encontra a nova visitante, que tem “Erika” tatuado no seu braço. Erika reage violentamente ao seu novo ambiente e ataca fisicamente Joe, Janet, Blackham e Moira. Ao comprar roupas, Moira vê uma reportagem na televisão que diz que Tori está segura com o pai na Itália. Tori está realmente morta e seu pai está tentando descobrir quem é o responsável. Mais tarde, enquanto estão trancadas em um cofre de banco, Janet e Erika, falam sobre suas vidas. Moira começa a desconfiar de Joe Tucker ao vê-lo entrar no elevador, digitar um código e o elevador não sair do lugar. Renbe acredita que encontrou uma ligação entre o destino de Tori e o desaparecimento de Janet. |                          |                 |                       |                                  |                                |
| 6 | "The Truth"              | Steve Shill     | Sandy Isaac           | 1.69                             | 17 de julho de 2010            |
| Os abduzidos suspeitam de Joe devido ao elevador mudar de andar. Mais tarde, ele sente muita dor, e parece ter sido envenenado. Erika sugere anticongelante como um veneno de correspondência dos sintomas, e oferece-lhe vodka, o que neutralizaria o radiador, mas não até que ele admita que está trabalhando com os sequestradores. Tom é então visto observando as câmeras, perguntando em voz alta o que eles estão indo agora para fazer com Joe, e então ver Erika derramando anticongelante no ralo. Enquanto isso, Mark e Kat vão para a Itália para assistir ao funeral de Tori, e acham um restaurante chinês relacionado de alguma forma com os sequestros. |                          |                 |                       |                                  |                                |
| 7 | "Smoke and Steel"        | Rod Hardy       | Michael R. Perry      | 2.09                             | 24 de julho de 2010            |
| Joe confessa o que ele sabe sobre os sequestradores e sua organização. Mas a informação que lhes dá são meias-verdades e com outros abduzidos frequentemente questionando suas palavras, Janet parece realmente ser a único que confia nele. Charlie tenta fazer um acordo com Joe para sair da cidade. Janet e Erika encontram arquivos pessoais sobre eles no quarto de Joe. Eles então descobrem que Tom foi quem plantou os arquivos lá. Tom perde sua paciência e aponta uma arma para Joe, Janet vem salvá-lo, jogando óleo sobre Tom, que é então envolto em chamas, morrendo como resultado. Enquanto isso, Kat, Renbe e Stefano acreditam que Joe é a chave para encontrar os Tori e Janet. |                          |                 |                       |                                  |                                |
| 8 | "Saved"                  | Bill Eagles     | Linda McGibney        | 1.60                             | 31 de julho de 2010            |
| Depois de ter desaparecido de seu quarto, Joe desperta a encontrar-se em uma sala com fios ligados a ele, deslizando dentro e fora da consciência. Ele tem lembranças do passado, quando ele era um um padre antes de ser capturado pelo programa. Tori, que se acreditava estar morta, aparece estar viva, como enfermeira de Joe tentando convencê-lo a não comprometer o programa. Enquanto isso, Blackham sente deixado de lado pelos outros e fala diretamente para as câmeras sobre querer sair. Moira tem dificuldade em aceitar o passado obscuro McNair. Kat e Renbe encontram uma mulher louca, a única pessoa que escapou do programa, que também foi sua diretora uma vez. |                          |                 |                       |                                  |                                |
| 9 | "Static"                 | Michael Offer   | Henry Robles          | 1.26                             | 7 de agosto de 2010            |
| Após a reprogramação, Joe reaparece na cidade, mas afirma não reconhecer ninguém e não lembrar de nada. E logo descobriu que ele se torna extremamente agressivo quando é tocado por alguém. Todos querem ele morto, menos Janet. Enquanto isso, Kat e Renbe na América do Sul, acabaram achando uma cidade familiar. |                          |                 |                       |                                  |                                |
| 10 | "Identity"               | Jonathan Frakes | Sandy Isaac           | 3.69                             | 21 de agosto de 2010           |
| O Irlandês Liam Ulrich substitui o antigo gerente noturno e informa aos abduzidos que eles devem permanecer no segundo andar, devido a motivos de segurança. Para mantê-los à vontade, Ulrich deixa um presente em seus quartos de hotel. Devido às lembranças, Moira e McNair recordam suas infância conturbadas, Charlie lê sobre a sua vida de negócios em um jornal e Joe recebe a velha Bíblia que tinha quando era um padre. Enquanto isso, Kat e Renbe estão realmente na mesma cidade e veem homens de ternos azuis que deslocam corpos para o cofre do banco. Todos os corpos têm os polegares cortados, então eles são surpreendidos por Stefano, que cortou os polegares dos corpos para identifica-los. No fim do episódio, a diretora diz a Ulrich para não se envolver romanticamente com Janet, já que ele começou a dar-lhe um tratamento melhor do que os outros abduzidos. |                          |                 |                       |                                  |                                |
| 11 | "Seven Sacrifices"       | Tim Matheson    | Michael R. Perry      | N/A                              | 21 de agosto de 2010 (NBC.com) |
| Ulrich começa a ter a confiança de Charlie, Blackham e Janet. Ulrich declara seu amor para Janet e fala sobre a história de sua vida antes de estar no "programa", bem como lhe da informações sobre como o "programa" funciona. Janet começa a entrar em um relacionamento com Ulrich mesmo com Joe e Erika dando-lhe advertências para ficar longe dele. Enquanto isso, Renbe é enviado para a prisão pelo assassinato de Janet. Kat é demitida do emprego, despejada de seu apartamento e tem suas contas bancárias e cartões de crédito bloqueados devido ao mal-entendido sobre ela traficar drogas para o exterior. É revelado que o antigo gerente da noite sobreviveu aos ferimentos que Joe lhe fez e agora está trabalhando com a diretora. Ela tomou a decisão de terminar com todos na cidade, incluindo Ulrich. |                          |                 |                       |                                  |                                |
| 12 | "And Then There Was One" | Jonathan Frakes | Linda McGibney        | 2.97                             | 28 de agosto de 2010           |
| Os abduzidos encontram seis sacos para corpos no cofre do banco. Eles fazem contas e percebem que seis deles vão morrer. Joe explica que eles vão matar uns aos outros. Ulrich é posteriormente morto depois de tentar ajudá-los a escapar. Enquanto isso, Renbe e Kat traçam "O Programa" com o Instituto Mansfield, um grupo científico, educacional e de caridade sem fins lucrativos. Quando eles viajam para a sede do Instituto Manfield e fazem uma confusão, a diretora observa que nenhuma pessoa chegou tão perto da verdade antes. De volta a cidade, os abduzidos começam a matar uns aos outros. Quando o "programa" acredita que todos foram mortos, menos Joe, ele coloca-os nos sacos e os envia para fora da cidade. Uma vez em segurança fora da cidade, é revelado que os assassinatos foram forjados. Todo mundo sai dos sacos e sufocam o motorista. A van, em seguida, cai em uma colina. |                          |                 |                       |                                  |                                |
| 13 | "Shadows in the Cave"    | Michael Rymer   | Remi Aubuchon         | 2.85                             | 28 de agosto de 2010           |
| Após o acidente na van, o grupo dividiu-se. Moira e Erika aparecem no Marrocos. Charlie e Blackham estão em algum lugar na América dirigindo sem rumo em um carro roubado. Janet está internada na ala psiquiátrica de um hospital em São Francisco. McNair foi levado pelo programa; Joe continua em sua custódia após ter se sacrificado para que os outros conseguissem escapar. Quando Renbe e Kat descobriram que Janet está no hospital, eles vão encontrá-la e são raptado pelos homens de azul. A diretora aparece no hospital e fala para um médico que as histórias de Janet sobre a cidade são delírios. Janet escapa e vai para a casa de sua mãe para ver sua filha. Sam leva Janet e sua filha em direção à fronteira, parando a noite em um hotel. Quando Janet acorda, ela está de volta ao hotel na cidade. Ela sai de seu quarto e encontra Moira, Charlie, Erika, Bill e Graham e foram todos devolvidos também. Enquanto isso, Kat é levada para uma jaula em um lugar desconhecido onde também se encontra o embaixador Fairchild. Joe desperta no hotel da cidade e descobre um novo conjunto de abduzidos incluindo Renbe e a gerente do hotel é Tori. Quando Janet e o resto do grupo saem do elevador do hotel, é revelado que eles estão em um navio enorme. Eles são recebidos pelo antigo gerente noturno, que lhes diz: "Bem-vindo ao nível 2". Por último, o nome do navio: "Almas Perdidas". |                          |                 |                       |                                  |                                |

## Produção
Persons Unknown foi produzida pela Fox Television Studios através do seu modelo internacional, onde séries são produzidas para o mercado americano com a ajuda de financiamento internacional. As filmagens ocorrem em locais externos onde os custos de produção são mais baixos, e a série é "pré-vendida" para emissoras internacionais.
Persons Unknown foi criada por Christopher McQuarrie. Em setembro de 2008, a Fox anunciou que estava começando a produção da série, que foi co-financiada pela Televisa no México e na RAI Itália. As filmagens começaram no final de outubro de 2008, em Cidade do México, logo após o anúncio de que Michael Rymer foi contratado para dirigir o primeiro episódio. Treze episódios foram produzidos.
Em março de 2009, Variety informou que Fox estava procurando por uma rede de comprar a série. A NBC anunciou que tinha adquirido os direitos de transmissão da série em julho de 2009.

## Estreias internacionais
A série também será exibida na RTL 5 (Países Baixos).

## Lançamento em DVD
A 1 ª Temporada foi lançada em 7 de setembro de 2010. .